# Fosinopril
Fosinopril é um fármaco do tipo inibidor da enzima de conversão da angiotensina (IECA). Sua principal indicação é para o tratamento de hipertensão arterial.